# El mundo sigue
El mundo sigue és una pel·lícula de 1963 dirigida per l'actor, escriptor i director espanyol Fernando Fernán Gómez i es tracta de l'última de la trilogia formada per La vida por delante (1958) i La vida alrededor (1959), dirigides també per ell. El film està basat en la novel·la homònima de Juan Antonio de Zunzunegui.
Tot i que va ser rodada l'any 1963, la pel·lícula no es va estrenar fins al 10 de juliol de 1965 a Bilbao i, a més, se la considera com la "pel·lícula maleïda" de Fernando Fernán Gómez perquè va tenir problemes amb la censura franquista durant la filmació, exhibició i distribució. A això se li va sumar que no va ser emesa a la televisió fins fa molt poc, per la qual cosa era pràcticament desconeguda pel gran públic fins a la seva reposició l'estiu del 2015.

## Argument
El mundo sigue és una pel·lícula del gènere del drama que reflecteix la pobresa i la misèria en la qual vivien els espanyols durant l'època franquista que, juntament amb la impossibilitat de la majoria dels personatges de millorar la seva situació econòmica, aconsegueix plasmar un quadre patètic però realista de la societat del moment. L'adulteri, l'ambició, la violència, la fam i el maltracte a la dona són alguns dels temes principals que aborda la pel·lícula, i que reflecteixen en tot moment la injustícia d'un món sense pietat, que ja estava present desde l'època de Fray Luis de Granada. La presència d'aquest personatge es pot comprovar a l'inici de la pel·lícula, quan llegim una cita d'aquest escriptor i dominic espanyol, extreta del seu llibre Guía de pecadores i que Fernando Fernán Gómez utilitza d'una manera molt encertada.
La pel·lícula, ambientada als anys setanta, es desenvolupa al barri madrileny de Maravillas, amb un cert aire documental, on viu la família protagonista. Aquesta família està formada per l'Eloïsa, muller abnegada i mare eficient, el seu marit, un guàrdia municipal més autoritari a casa que al carrer i a qui en més d'una ocasió se li envà la mà, el seu fill, un noi beat que va deixar el seminari abans de convertir-se en sacerdot i que es passa la vida estudiant i resant per esborrar la culpa dels pecats de la seva família, i les seves dues filles, dos pols oposats que a la mínima es peguen i s'amenacen entre elles. La pel·lícula reflecteix, sobretot, la rivalitat i l'odi entre germanes, l'obsessió cega pels diners, la riquesa i el luxe, l'orgull i l'odi desmesurat, sent l'enveja el tema principal que condueix la trama, acabada en tragèdia.
Els exteriors de la vivenda familiar es van ambientar a la Plaça de Chueca de Madrid.
És important remarcar alguns recursos cinematogràfics utilitzats per Fernán Gómez en aquesta pel·lícula, força moderns i avançats per l'època en què es trobaven, com els flashbacks o el “multiperspectivisme”, així com els recursos de muntatge. El que més destaca és una escena on la filla gran arriba corrents a casa i puja les escales amb dificultats buscant la seva mare, mentre els records més importants de la seva infància li venen a la ment, un recurs que el director porta a la gran pantalla superposant diferents plans que mostren escenes del passat d'aquest personatge.

## Procés de realització i rodatge
A principis dels anys seixanta, Fernando Fernán Gómez va acceptar tot tipus de treballs, inclús molt per sota del seu nivell, per tal de poder dur a terme la realització de la seva vuitena pel·lícula com a director, l'adaptació de El mundo sigue (1954), una novel·la de Juan Antonio Zunzunegui. Prèviament, havia volgut fer una adaptació d'una altra obra del mateix escriptor, La vida como es, però va haver de renunciar degut a la seva complexitat.
En un principi, la pel·lícula de El mundo sigue va ser rebutjada per la censura, essent Gabriel Arias Salgado el Ministre d'Informació i Turisme en aquell moment. Fernán Gómez ho va intentar una segona vegada però tampoc ho va aconseguir. El 1962, amb l'ascens de Manuel Fraga com a nou ministre i de José María García Escudero com Director General de Cinema i Teatre, va permetre l'inici d'una nova etapa per la cultura espanyola en general, però sobretot pel cinema. Va ser així que el 1965, la nova pel·lícula de Fernán Gómez va ser aprobada després d'haver suavitzat alguns diàlegs.
“Fernán-Gómez estava convençut que El mundo sigue connectaria amb el que demanava el poder. Va ser molt ingenu.”
La productora Ada Films de Tibor Reves (1917-2005) va coproduir la pel·lícula i Juan Estelrich (1927-1993) va ser el director de la producció, qui anys després seria el director de Fernán Gómez a El anacoreta (1977).
El mundo sigue es va rodar en bona part d'exteriors, com el barri de Maravillas de Madrid, els actuals barris Universidad, Malasaña y Chueca.
Tot i els problemes que va tenir amb la censura durant el procés de producció, la pel·lícula finalment es va estrenar i va ser reproduïda per primer cop al cinema Buenos Aires de Bilbao el 10 de juliol de 1965.

## La recuperació
El cineasta Juan Estelrich, jr. (1963), fill del director de producció i fillol de Fernán Gómez, es va quedar amb la pel·lícula i va decidir restaurar-la, donat que el seu estat de conservació era molt dolent. El distribuïdor Adolfo Blanco (A Contracorriente) es va assebentar d'aquesta restauració i va decidir donar-li el pas digne a les sales de cinema que mai va tenir. El 10 de juliol de 2015 va ser reproduïda a tretze sales de tot Espanya, justament cinquanta anys més tard de la primera estrena de la pel·lícula. L'èxit que va tenir va fer que s'allargués la seva presència en sales. Vint dies més tard de l'estrena la recaptació superava els 60.000 euros.

## Opinions
Jonás Trueba va escriure el 2010, any abans de la recuperació de la pel·lícula: "Ara mateix no recordo una altra pel·lícula que m'hagi mostrar millor la vida d'un país, d'una ciutat, d'un barri de l'Espanya dels seixanta".
Diego Galán opina que "és un drama feixuc i dur amb una absència total d'humor, en el qual s'explica com en aquesta societat només es pot prosperar a través de la baixesa; qui es comporta bé té prevista la seva compensació en el més enllà".
Finalment, Rubén Lardín va afirmar que Fernán Gómez "estava vivint una crisi sentimental que no era res més que soledat. Havia de fer una pel·lícula com fos i aquesta era la que tenia escrita."